# マリー・エグナー
マリー・エグナー（Marie Egner、1850年8月25日 - 1940年3月31日）はオーストリアの画家である。ティナ・ブラウやオルガ・ヴィジンガー＝フローリアン、ブロンシア・コラー＝ピネルと並んで19世紀後半から20世紀初めのオーストリアの女性画家として重要な存在である。

## 略歴
シュタイアーマルク州のバード・ラートカースブルク(Bad Radkersburg) で生まれた。グラーツで、ヘルマン・ケーニッヒスブルンに学んだ後、1872年にドイツのデュッセルドルフに移り、風景画家のカール・ユングハイムに学んだ。1882年にウィーンに母親と移った。ウィーンではエミール・ヤーコプ・シンドラーの弟子になり、夏はシンドラーが借りたニーダーエスターライヒ州のプランケンベルク城(Castle Plankenberg)で仲間の画家たちと活動した。
ヨーロッパ各地を旅し、1887年から2年間、イギリスに滞在した。その後ウィーンのキュンストラーハウス(Künstlerhaus)で開かれる展覧会やドイツ、イギリスの展覧会で好評を得た。1900年から1909年の間、ベルタ・フォン・タルノーツィ(Bertha von Tarnóczy:1846-1936)やマリアンネ・フォン・エッシェンブルク(Marianne von Eschenburg:1857–1937)らの女性美術家と美術家グループ、「Acht Künstlerinnen (8人の女性芸術家)」を結成し、展覧会を開き、女性のための絵画学校を開いた。1910年に健康上の理由で絵画学校の運営を止めた。第一次世界大戦後にオーストリア女性芸術家協会(Vereinigung bildender Künstlerinnen Österreichs)に所属し、協会は1926年にエグナーの特別展を開催した。1930年に目を悪くし、公共の場に出なくなった。ウィーンで死去した。

## 作品

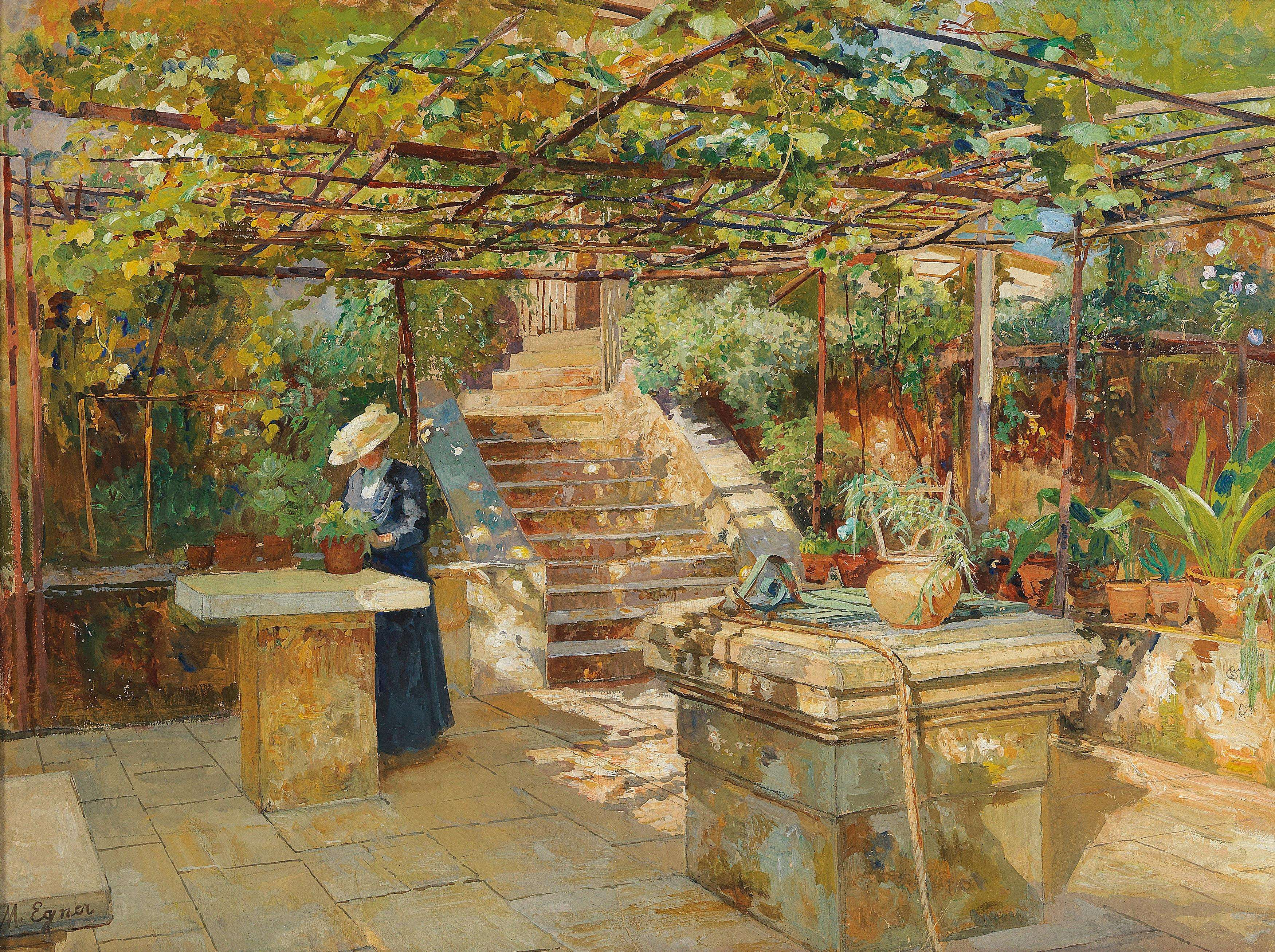
日の当たるテラスの花好きの女性
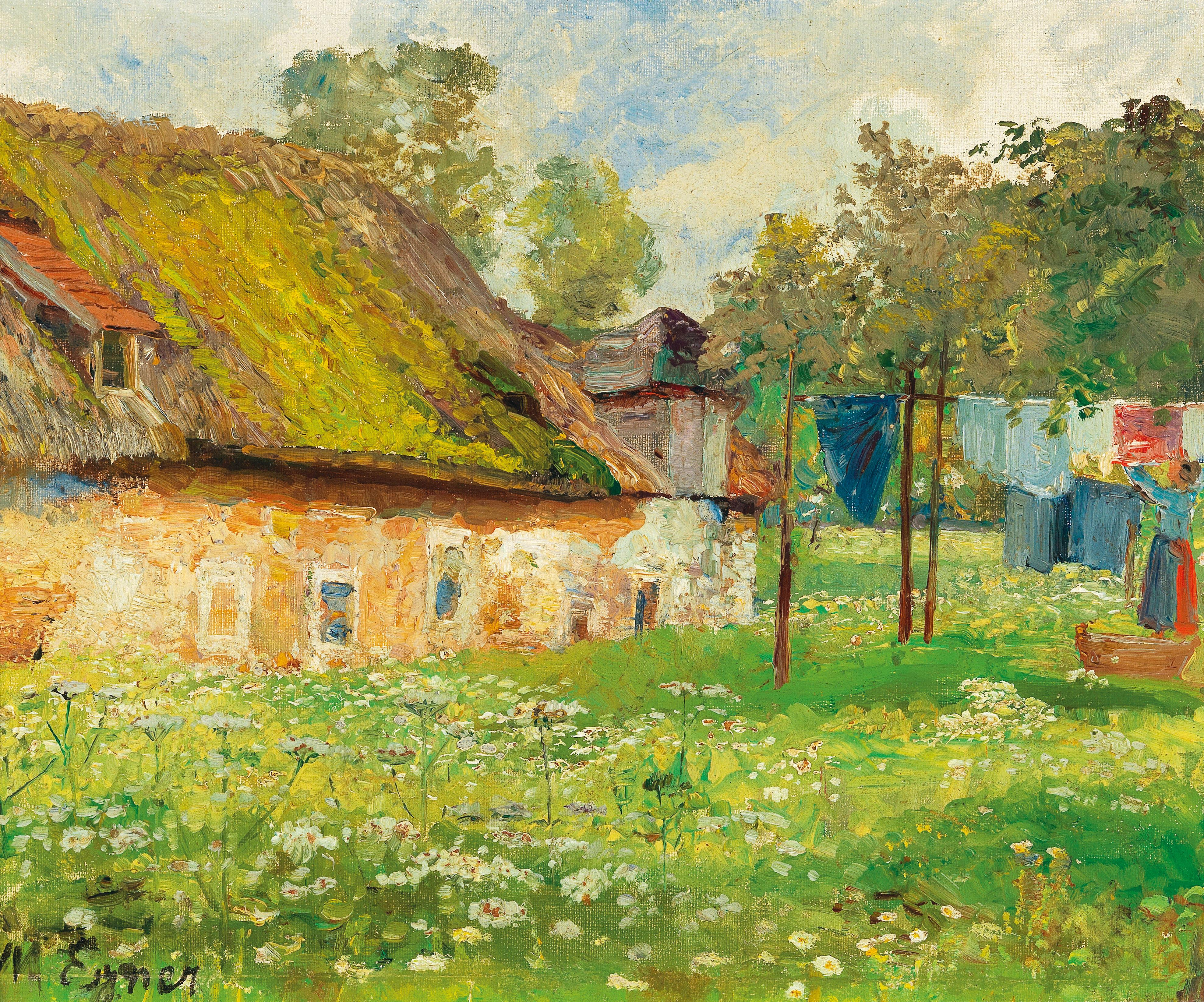
洗濯物の干してある風景
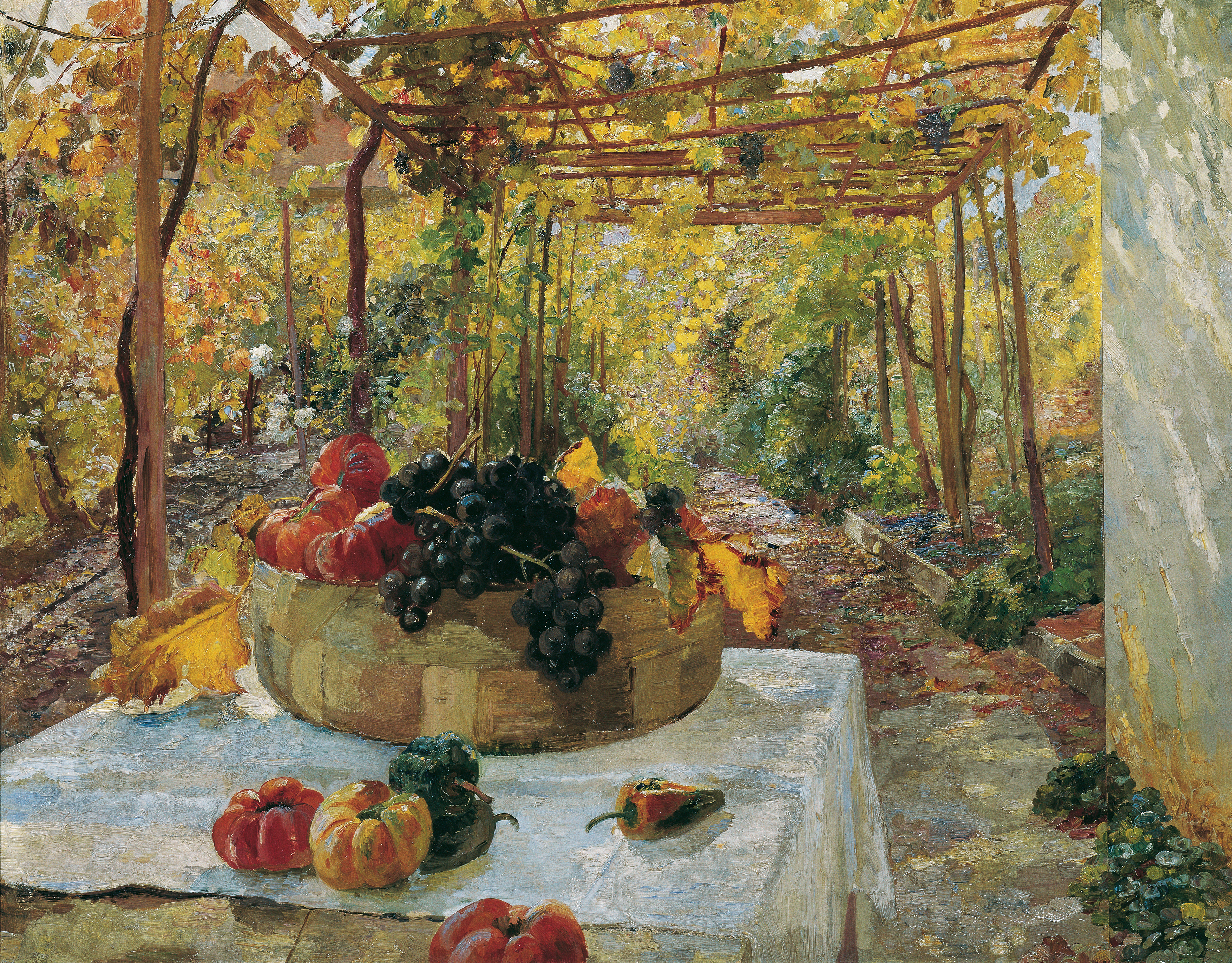
パーゴラ(つる棚)の下(c.1910)

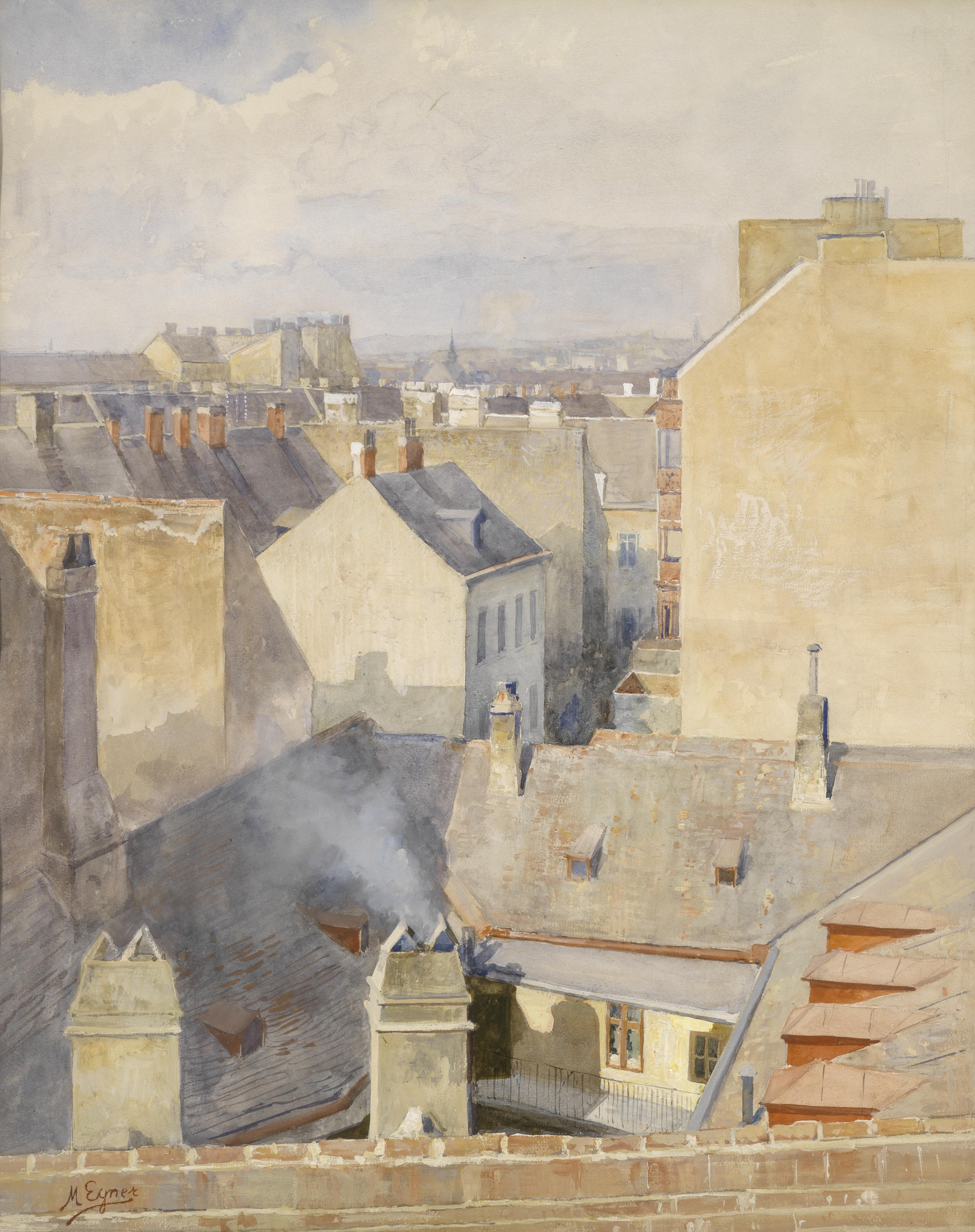
ウィーン、Klagbaumgasseからの風景 (c.1890)
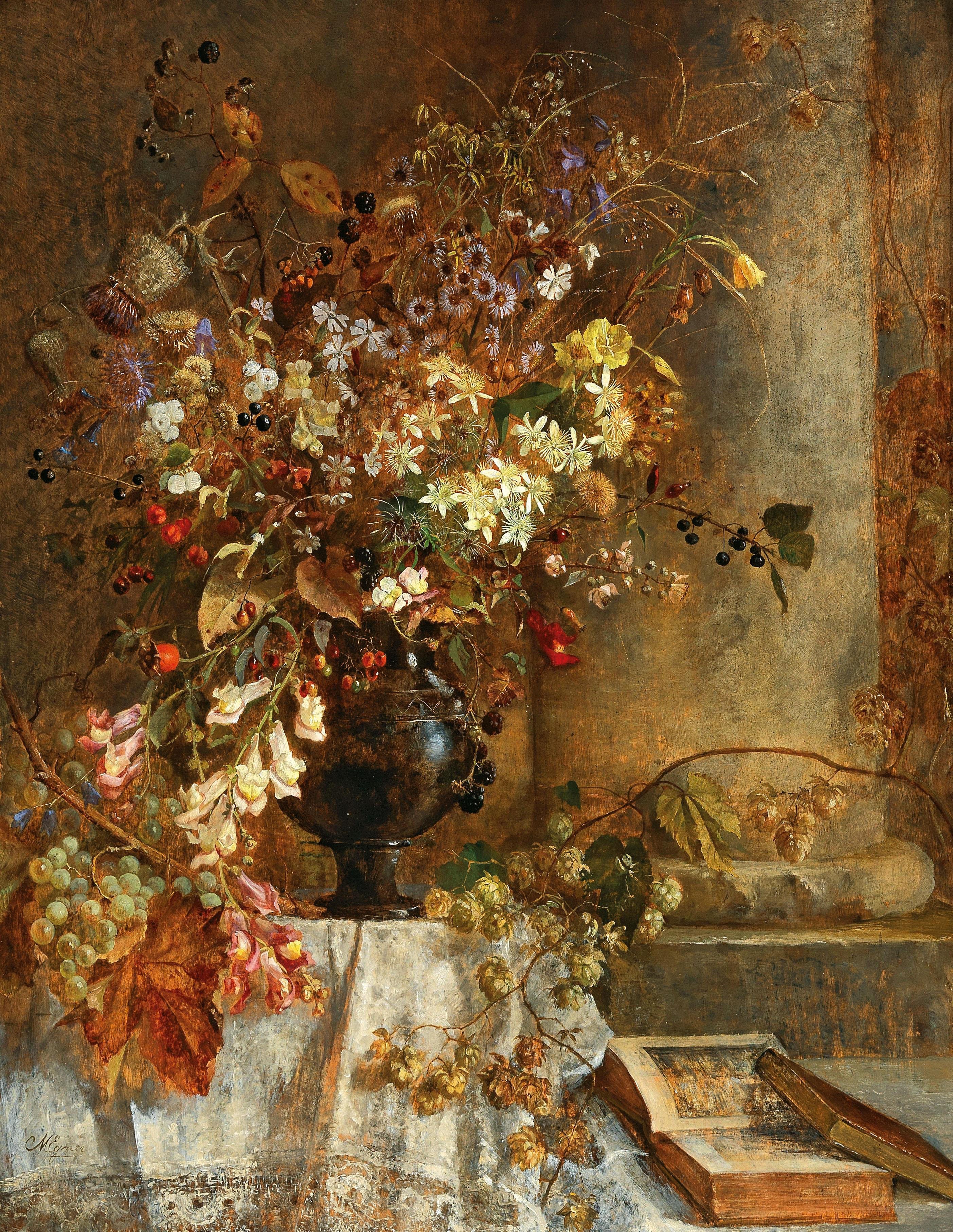
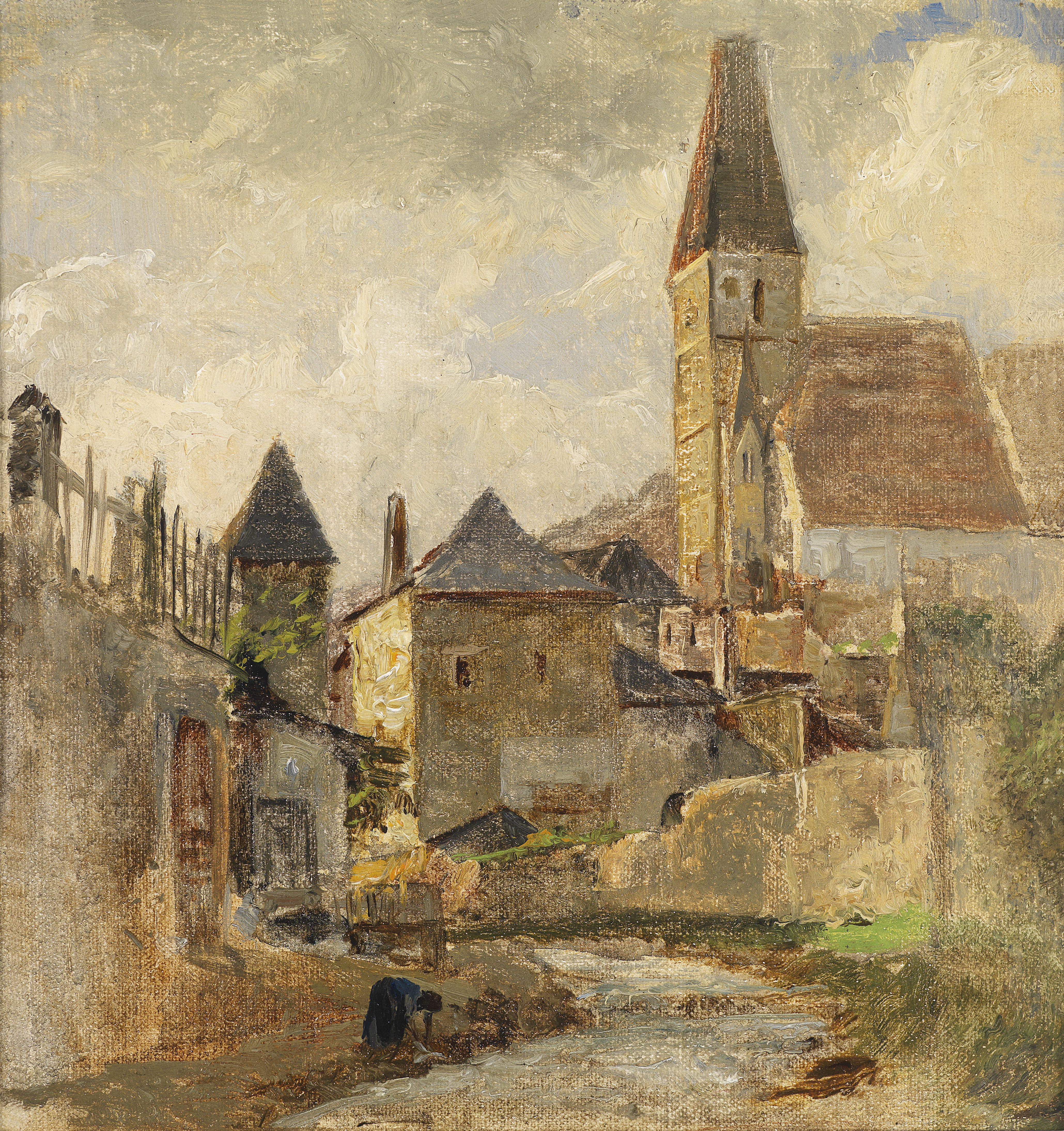
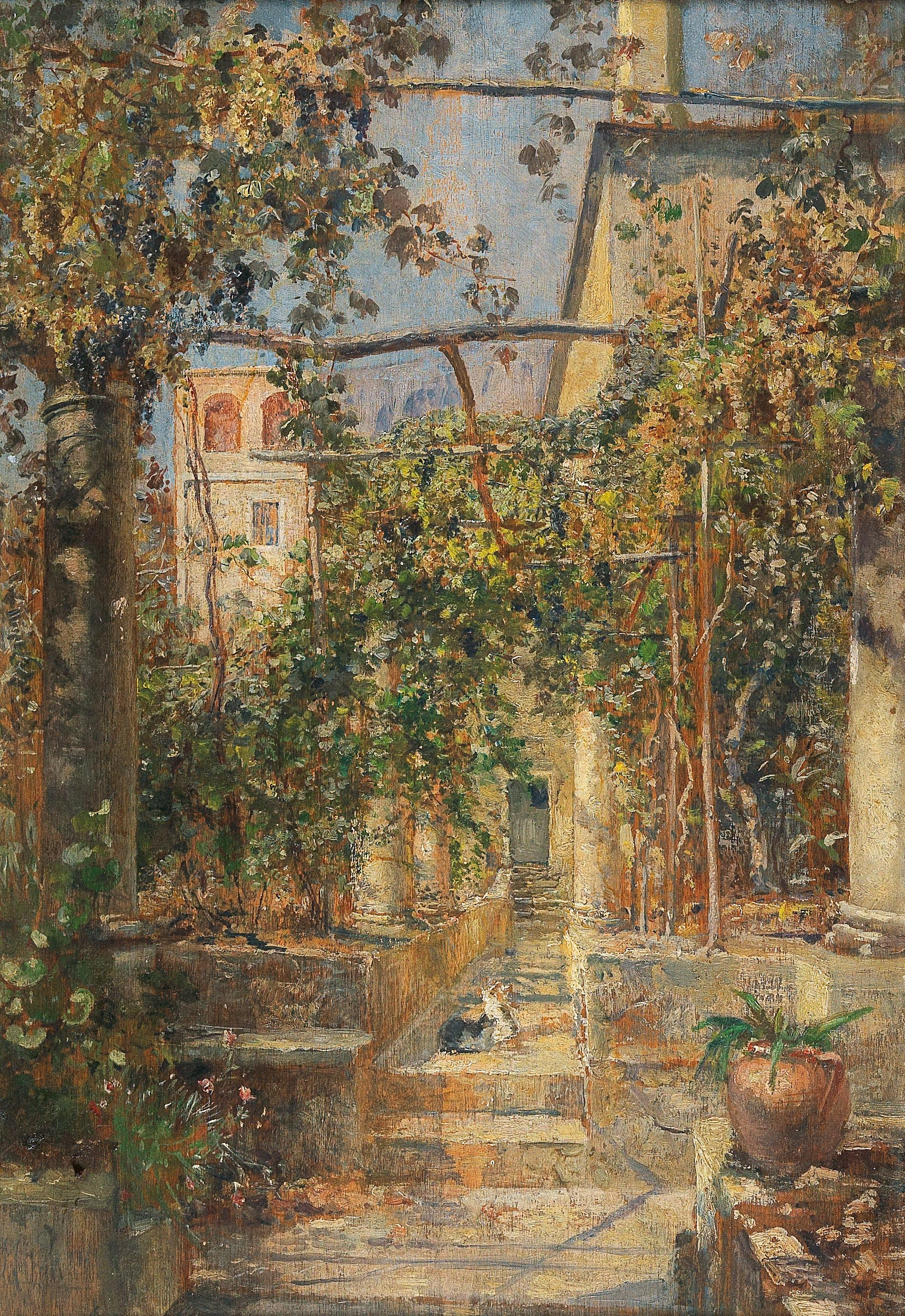